# Leticia Asenjo Huete
Leticia Asenjo Huete (Granada, 1978) és una psicòloga i escriptora catalana. És llicenciada en psicologia per la Universitat de Barcelona. Posteriorment va estudiar un màster de Desenvolupament normal i patològic (UB) i un altre màster sobre Atenció precoç i família per la Universitat Ramon Llull. S'ha especialitzat en Infància i família. L'any 2006 va fundar EDAI, una entitat sense ànim de lucre on s'hi atenen infants amb trastorns en el seu desenvolupament, o risc de patir-ne, i les seves famílies.
Com a escriptora va cursar l’itinerari per a narradors, en la modalitat de Novel·la, de l’Escola d’Escriptura de l'Ateneu Barcelonès. El conte L'epifania va ser publicat al número 3 de la Revista Branca (2020). Divorci i aventura és la seva primera novel·la, publicada l'any 2022 per l'editorial La Segona Perifèria. I Honraràs pare i mare (Fragmenta Editorial, 2024) el seu primer assaig.

## Obra literària
- L'epifania. Dins Revista Branca 3 (2020).
- Divorci i aventura (La Segona Perifèria, 2022). Novel·la ISBN 978-84-19-05901-7
- Honraràs pare i mare (Fragmenta Editorial, 2024). Assaig ISBN 978-84-17796-96-9